# سیارک ۱۶۹۸۶
سیارک ۱۶۹۸۶ (به انگلیسی: 16986 Archivestef، نامگذاری:1999AR34) شانزده هزار و نهصد و هشتاد و ششمین سیارک کشف شده‌است که در ۱۵ ژانویه ۱۹۹۹ کشف شد.
قدر مطلق سیارک برابر ۱۴٫۴ است.